# Голышево (Владимирская область)
Голышево — деревня в Ковровском районе Владимирской области России, входит в состав Клязьминского сельского поселения.

## География
Деревня расположена на берегу реки Клязьма в 2 км на юго-запад от центра поселения села Клязьминский Городок и в 13 км на северо-восток от райцентра города Ковров.

## История
В конце XIX — начале XX века деревня входила в состав Осиповской волости Ковровского уезда. В 1859 году в деревне числилось 23 двора, в 1905 году — 22 двора, в 1926 году — 23 двора.
С 1929 года деревня входила в состав Глебовского сельсовета Ковровского района, с 1940 года — в составе Клязьменского сельсовета, с 2005 года — в составе Клязьминского сельского поселения.

## Население
| 1859 | 1905 | 1926 | 2002 | 2010 | 2021 |
| ---- | ---- | ---- | ---- | ---- | ---- |
| 166  | ↘90  | ↗134 | ↘8   | ↗11  | ↗37  |